# Liste der finnischen Botschafter in Chile
Liste der finnischen Botschafter in Chile.
| Ernennung Akkreditierung | Name                        | Name, Vorname               | Bemerkungen               | ernannt von           | akkreditiert bei der Regierung | Posten verlassen |
| ------------------------ | --------------------------- | --------------------------- | ------------------------- | --------------------- | ------------------------------ | ---------------- |
| 1932                     | Georg Achates Gripenberg    | Gripenberg, Georg Achates   | Ministre plénipotentiaire | Pehr Evind Svinhufvud | Carlos Dávila Espinoza         |                  |
| 1934                     | Eino Wälikangas             | Wälikangas, Eino            | Ministre plénipotentiaire | Pehr Evind Svinhufvud | Carlos Dávila Espinoza         |                  |
| 1938                     | Nilo Orasma                 | Orasma, Nilo                | Ministre plénipotentiaire | Kyösti Kallio         | Pedro Aguirre Cerda            |                  |
| 1948                     | Ernst Essian Saravuo        | Saravuo, Ernst Essian       | Ministre plénipotentiaire | Juho Kusti Paasikivi  | Alfredo Duhalde                |                  |
| 1952                     | Leo Olavi Tuominen          | Tuominen, Leo Olavi         | Ministre plénipotentiaire | Juho Kusti Paasikivi  | Carlos Ibáñez del Campo        |                  |
| 1955                     | Heilkki Leppo               | Leppo, Heilkki              | Ministre plénipotentiaire | Juho Kusti Paasikivi  | Carlos Ibáñez del Campo        |                  |
| 1962                     | Soini Palasto               | Palasto, Soini              |                           | Urho Kekkonen         | Jorge Alessandri Rodríguez     |                  |
| 1966                     | Alexander Thesleff          | Thesleff, Alexander         |                           | Urho Kekkonen         | Eduardo Frei Montalva          |                  |
| 1974                     | Paavo Kaarlehto             | Kaarlehto, Paavo            |                           | Urho Kekkonen         | Augusto Pinochet Ugarte        |                  |
| 1976                     | Claus Castren               | Castren, Claus              |                           | Urho Kekkonen         | Augusto Pinochet Ugarte        |                  |
| 1983                     | Esko Rajakoski              | Rajakoski, Esko             |                           | Mauno Koivisto        | Augusto Pinochet Ugarte        |                  |
| 1988                     | Pertti Ahti Olavi Karkainen | Pertti Ahti Olavi Karkainen |                           | Mauno Koivisto        | Augusto Pinochet Ugarte        |                  |
| 1991                     | Maija Lähteenmäki           | Lähteenmäki, Maija          |                           | Mauno Koivisto        | Patricio Aylwin Azócar         |                  |
| 1995                     | Risto Kauppi                | Kauppi, Risto               |                           | Martti Ahtisaari      | Eduardo Frei Ruiz-Tagle        |                  |
| 2000                     | Veijo K. Sampovaara         | Sampovaara, Veijo K.        |                           | Tarja Halonen         | Ricardo Lagos Escobar          |                  |